# Борцовский клуб Безансона
Борцовский клуб Безансона, или Безансонский борцовский клуб (фр. Club Pugilistique Bisontin) — клуб спортивной борьбы в Безансоне (регион Франш-Конте, Франция).

## История
1933 – Ray LUCAS, Paul GUILLEMIN и Georges JANTET основывают в Безансоне боксерский клуб.
1936 – создается директорский комитет (совет директоров) клуба.
1942 – клуб переезжает в здание на улице Берсо, 50, где он находится и сегодня. Создается секция борьбы под руководством Georges LEVIS. Вскоре секция становится самостоятельным борцовским клубом, который выигрывает чемпионат Бургундии и региона Франш-Конте.
1962 – Claude CUPILLARD проходит стажировку в Национальном институте спорта, экспертизы и эффективности (INSEP) и становится главным тренером клуба вместе с Claude CHEVROULET.
1980 – в клубе появляется детский тренер Joël BOZONET (тренирует детей 4-12 лет).

### Президенты
1943 – 1944 Charles MOREAU
1945 – 1967 René MOUILLARD
1968 – 1974 Désiré KOENIG
1975 – 1979 Richard MOSER
1980 – 1999 Claude CUPILLARD
2000 – 2010 Christophe DESFORET
2011 – …     Max TUDEZCA

## Клуб сегодня
Клуб находится в центре Безансона. Он занимает трехэтажное здание. В клубе есть зал борьбы и тренировочный зал, сауна, душ, раздевалки, административные помещения. В клубе тренируются 280 борцов. Филиал клуба «Надежда Безансона» работает в школе Notre-Dame Saint-Jean. Там занимаются 11 борцов.

### Администрация
Президент: Max Tudezca
Вице-президенты: Joël Bozonet, Jaky Caille

### Тренерский штаб
Stéphane Lamy
Djelloul Drissi
Maïté Piva
Nicolas Claveria
Matthieu Grenot (тренер по физической подготовке)

## Достижения
Борцовский клуб Безансона три раза становился лучшим клубом Франции по итогам соревнований (в 2010, 2011 и 2012 годах). В 2013 году он занял второе место (до первого места ему не хватило  нескольких баллов).

### Лучшие спортсмены
Ghani Yalouz – Олимпийский вице-чемпион, греко-римская борьба, 1996 г.; двукратный чемпион Европы; двукратный вице-чемпион мира
Artak Margaryan – бронзовый призер чемпионата Европы, греко-римская борьба, 2013 г.
Christophe Desforet – чемпион Франции, греко-римская борьба, 1989 и 1997 г.; многократный серебряный и бронзовый призер чемпионатов Франции
Max Tudezca – чемпион Франции, греко-римская борьба, 1993 г.; многократный серебряный и бронзовый призер чемпионатов Франции; участник чемпионата мира, греко-римская борьба, 1992 г.
Givi Davidovi –  вице-чемпион Грузии, вольная борьба
Djelloul Drissi – многократный призер чемпионатов Франции, 1998, 1999, 2000, 2009 г.; член сборной Франции
Stéphane Lamy – многократный призер чемпионатов Франции, 1995, 2004 г.
Marion Chateau – многократный призер чемпионатов Франции, 2011, 2013 г.; арбитр национального уровня
Lucie Magnon – многократный призер чемпионатов Франции, 2006, 2007, 2013 г.; член сборной Франции
Marine Picavet – многократный призер чемпионатов Франции, 2005, 2006, 2008, 2011 г.;
Maité Piva – многократный призер чемпионатов Франции, 2003, 2008 г.; участник Универсиады, 2005 г.
Nina Sahlaoui – многократный призер чемпионатов Франции, 2010, 2011, 2013; вице-чемпион Европы, 2011 г.; член сборной Франции
Gaétan Collino – член сборной Франции

### Результаты сезона 2012-2013
Чемпионат Европы, март 2013
MARGARYAN Artak, 66 кг, бронзовая медаль, греко-римская борьба
Чемпионат Франции, январь 2013
Женская борьба
CHÂTEAU Marion, 51 кг, бронзовая медаль
PIVA Maité, 59 кг, золотая медаль
MAGNON Lucie, 72 кг, бронзовая медаль
Вольная борьба
LAMPIS Luca, 74 кг, золотая медаль
Греко-римская борьба
MESSAOUDI Mehdi, 55 кг, золотая медаль
MARGARYAN Artak, 66 кг, бронзовая медаль
VESCAN Cyril, 96 кг, бронзовая медаль

## Тренировки и соревнования
Борцы тренируются в залах Борцовского клуба Безансона и Спортивного комплекса Монбукона (Pôle Sportif des Montboucons). Несколько раз в год члены клуба проходят стажировки: для школьников и младших школьников есть стажировки в Понтарлье (февраль, 2-3 дня), в Шатенуа (тренировки на выносливость, 2-3 дня) и др.
Члены клуба участвуют в разных городских, региональных, национальных и международных соревнованиях, например, в турнире Cristolutte в Париже, в турнире имени Анри Делане в Ницце, в соревнованиях в Германии, Италии, Швейцарии и др.

## Традиции клуба
Бизон – символ клуба.
Ежегодняя церемония награждения победителей и призеров после чемпионата Франции.
Праздник в честь окончания сезона перед летними каникулами.
Дни рождения членов клуба.

## Партнеры
- Официальный сайт органов исполнительной власти Франции Service-public.fr
- Отель «Ибис»
- Renault
- Hôtel Kyriad
- Intermarché
- Banque populaire и др.